# Salarias fasciatus
Salarias fasciatus is een straalvinnige vissensoort uit de familie van naakte slijmvissen (Blenniidae). De wetenschappelijke naam van de soort is voor het eerst geldig gepubliceerd in 1786 door Bloch.
Deze vis is een populaire algeneter voor zeeaquaria. De soort wordt in Nederland ook wel de gestreepte rotsspringer of "Henkie" genoemd.